# غاري أ. فينر
غاري أ. فينر (بالإنجليزية: Gary A. Fenner)‏ هو محامي وقاضي أمريكي، ولد في 1947 في سانت جوزيف في الولايات المتحدة.